# 耶塞尼采市鎮

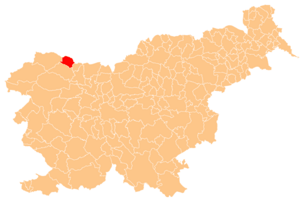

46°26′N 14°03′E / 46.433°N 14.050°E
耶塞尼采市鎮，是斯洛文尼亞西北部的一個市镇，行政中心为耶塞尼采。傳統上屬於克拉尼斯卡地區。市镇面積为76平方公里，2002年人口21,688，人口密度每平方公里290人。